# 民間反対国民教育科大連盟
民間反対国民教育科大連盟は香港の圧力団体で、2012年7月に設立された。目的は香港特別行政区政府が2012年9月に独立科目として推進する徳育及国民教育科に反対することで、学民思潮、国民教育保護者関心組および教協が指導している。

## 設立目的
学民思潮や国民教育保護者関心組の設立と同様に、大連盟の設立目的は香港政府による徳育及国民教育科の推進に反対し、政府に即時撤回を求めることである。

## 設立理由
徳育及国民教育科は情感の注入に重点を置く。学生に中国への「誇り」を育むことを要求し、教材内容は中国モデル国情専題教材マニュアルに類似しており、内容は偏って肯定的で、中華人民共和国1949年建国以降の争点（1989年六四事件、2012年陳光誠訪米事件、李旺陽自殺事件など）を避け、経済成果の記述が多く、洗脳として広く批判された。
学生組織学民思潮、教師組織教協、保護者組織国民教育保護者関心組は連携して大連盟を結成した。

## スローガン
- 「全民行動，free our minds」

## 社会活動
- 全民行動、洗脳反対、7月29日、万人大遊行（2012年7月29日、主催）
- 守護孩子，自由長征23公里長征反對洗腦国民教育（中国語版）（2012年8月26日-8月28日、主催）
- 「埋單計數，撤回課程，佔領政総（中国語版）」（2012年8月30日-9月9日、協催）
- 良心話事，守護孩子公民教育開学礼大集会（中国語版）（2012年9月1日、主催）
- 鉄屋の叫び，撤回課程大集会（中国語版）（2012年9月3日-9月4日、主催、大会は徹夜待機を呼びかけ）
- 全民覚醒，栽種未来集思会（中国語版）（2012年10月17日、主催）[3]

## メンバー
- 指導組織
  - 学生組織：学民思潮、香港専上学生連合（中国語版）（学連）
  - 保護者組織：国民教育保護者関心組（中国語版）
  - 教師組織：香港教育専門職員協会（中国語版）（教協）
- その他団体：公民教育連席、子どもケアネットワーク、香港キリスト教協会、香港カトリック正義平和委員会、衆楽教会、合一青年牧養プラットフォーム、学童発展権利連席、華人民主書院、支聯会（中国語版）青年組、キーボード戦線、民間人権陣線、社会福祉反洗脳教育行動、香港社会福祉総工会、キリスト教関懐香港学会、香港政策透視、融楽会、特別教育保護者権益大連盟、大専行動、キリスト教都市使命教会[4]